# Павлов (Семикаракорский район)
Павлов — хутор в Семикаракорском районе Ростовской области.
Входит в состав Золотаревского сельского поселения.

## География

### Улицы
| - ул. Молодёжная, - ул. Победы, - ул. Пшеничная, - ул. Сальская, - ул. Светлая, | - ул. Степная, - ул. Юрия Гагарина, - пер. 2-й, - пер. 3-й, - пер. 4-й. |

## История
Современный хутор Павлов расположен на территории Золотарёвского сельского поселения Семикаракорского района Ростовской области. Граничит с севера с землями хутора Топилин, с запада — с землями хутора Золотарёвка, с востока — с Цимлянском. На границе земель х. Павлова и х. Топилин протекает река Сал. Численность населения — 451 человек.
Точная дата основания хутора неизвестна. Установить дату основания любого населённого пункта нелегко. И вряд ли есть возможность узнать точное время основания хуторов, посёлков, деревень. Поэтому, как уже давно принято, отталкиваются от первых известных истории дат, которые зафиксировали письменные источники. По данным историка Василия Сухорукова, в 1822 году этот старейший хутор уже существовал. А было в нём в то время всего лишь девять крестьянских дворов.
В «Сборнике материалов по истории заселения казачьих хуторов, крестьянских слобод и поселков 1-го Донского округа и Сальского окр., т. 4 (1893—1900 г.г.)» Ивана Сулина значится другая дата: «Станица Константиновская (бывшая) Бабская окружная 1-го Донского округа в 124 верст. от г. Новочеркасска ея хутора: (запись № 2). х. Павлов при р. Сал, (в 20 верст. от окружной станицы.) на левой стороне его — ровное. По списку 1834 г. не значился. В 1859 г. был с населением в 37 дворов».
Какая же информация является достоверной? Ответ пока не найден. Шли годы, а маленький хуторок в присальской степи разрастался. На 1867 год название хутора прежнее, Павлов. Гражданский округ — 1 Донской, ведомства — казачьяго. Расстояние от окружной станицы 29 в. Число дворов уже составляет 81. Число душ: мужеск. — 255, женск. — 255. (Военное обозрение земли Донскаго Войска. Сост. Ген. Штаба полк. Краснов Н. И. С.-Петербург,1870. С. 269.)

В 1873 году хутор административно относится к первому Донскому округу и является поселением на станичных землях ст. Константиновской при реке Дон, от г. Новочеркасска в 124 в. Число дворов — 87, отдельных изб, не составляющих двора — 9, число жителей: мужеск.в. — 284, женск.в. — 283. Хозяйство: плугов — 87, лошадей — 388, пар волов — 351, проч. рогатого скота — 1068, овец простых − 1300. (Список населенных мест Области Войска Донского по переписи 1873г… Областной В. Д. статистический комитет. г. Новочеркасск, 1975 г. С. 32.)
На 1896 год жители хутора были прихожанами Одигитриевской церкви хутора Золотарева (в 4-х верстах). Была она построена в 1873 г., однопрестлльная, кирпичная, верх церкви и колокольня — деревянные. — Храм иконы Пресвятой Богородицы «Одигитрия» х. Золотаревка (1996).
На 1897 год хутор Павлов (он же Кошкин) остается в составе юрта станицы Константиновской 1-го Донского округа ОВД. Число дворов — 176, число хозяйств — 197, всего населения: мужчин — 600, женщин — 615. Состав по сословиям : потомственных дворян — 22, донские казаки и их семьи — 479, мещан — 17, крестьян — 97. По вероисповеданию — православных — 378, раскольников — 837. Население по родному языку: великорусский — 1207, малорусский — 8. По грамотности: мужчины — 244, женщины — 41; Неграмотные: мужчины — 356, женщины — 574. Основное занятие населения — земледелие. Ремеслом занималось 33 человека, на общественной службе — 4, торговля — 24. (Список населенных мест области войска Донского по первой всеобщей переписи населения Российской Империи, 1897. Новочеркасск, 1905. Ч. 1. С. 78 Ч. 2. С. 78.) 
На 1915 год хутор уже называется Павловский Константиновской станицы при реке Сал. Число дворов — 185; число десятин земельного довольствия — 5351, число жителей: м. п. — 604, ж. п. — 600: население — 1204. Хутор входил в состав Семикаракорского благочиния Донской епархии. В хуторе было правление, старообрядческая церковь, молитвенный дом и приходское училище. (Алфавитный список населенных мест области войска Донского. Новочеркасск, 1915. С. 427.)
В 1918 году согласно данным справочника Ю. И. Карташова «Казачьи населённые пункты Всевеликого Войска Донского» Павлов, вместе с хуторами Большемечётный, Комаров, Садки, Вислый, Дурнов (ныне Жуков), Камышный, Маломечётный, Вердерников, Четырёхярский, входил в Константиновский юрт первого Донского округа. А после вошёл в состав Золотарёвского сельсовета Семикаракорского района Донского округа Северо-Кавказского края. 
Великая Отечественная война не обошла стороной затерявшийся в степи хуторок. Здесь числилось 174 двора, 756 жителей (против 1204 чел. на 1915 год), начальная школа, три мельницы и три мелких промышленных предприятия . 
После войны жизнь стала потихоньку налаживаться. На 1926 год хутор Павловский Золотаревского сельского совета Семикаракорского района Донского округа Северо-Кавказского края: общее количество хозяйств — 213, мужчин — 406, женщин — 493. Из них казаками считали себя — 800 чел., великороссов — 891 чел. (Поселенные итоги переписи 1926 г. по Северо-Кавказскому краю. Ростов-на-Дону, 1929. С. 109.)

## Население
| 2010 |
| ---- |
| 427  |

## Достопримечательности
В центре хутора, при входе в парк, расположен мемориал, где находятся братская могила воинов, памятник павшим воинам, стела воинам-односельчанам павшим в боях Великой Отечественной войны.